# Roland Van De Rijse
Roland Van De Rijse, né le 2 août 1942 à Beernem, est un coureur cycliste belge, en activité de 1964 à 1971.
Il participe aux Jeux olympiques d'été de 1964 où il termine 13e au Contre-la-montre par équipes de cyclisme sur route, avec Leopold Heuvelmans, Roland De Neve et Albert Van Vlierberghe.

## Palmarès
- 1964
  -  Médaillé de bronze du championnat du monde du contre-la-montre par équipes
- 1966
  - Grand Prix Marcel Kint
  - 3e du Circuit de la région linière
  - 3e du Grand Prix Raf Jonckheere
  - 3e du Grand Prix cycliste de Belgique (contre la montre)
- 1967
  - Grand Prix de la ville de Zottegem
  - 2e du Circuit du Houtland-Torhout
- 1968
  - 2e du Grand Prix du 1er mai - Prix d'honneur Vic De Bruyne
  - 3e de Tielt-Anvers-Tielt
- 1969
  - 3e du Circuit Escaut-Durme

### Résultats sur les grands tours

#### Tour de France
1 participation :
- 1965 : 59e au classement général.

#### Tour d'Espagne
2 participations :
- 1967 : 61e au classement général.
- 1969 : 66e au classement général.

#### Tour d'Italie
1 participation :
- 1968 : 85e au classement général.